# New Cordell (Oklahoma)
New Cordell es una ciudad ubicada en el condado de Washita en el estado estadounidense de Oklahoma. En el año 2010 tenía una población de 		2915 habitantes y una densidad poblacional de 441,67 personas por km².

## Geografía
New Cordell se encuentra ubicada en las coordenadas 35°17′50.05″N 98°58′53.71″O / 35.2972361, -98.9815861 (35.297235, -98.981586).

## Demografía
Según la Oficina del Censo en 2000 los ingresos medios por hogar en la localidad eran de $28,053 y los ingresos medios por familia eran $34,519. Los hombres tenían unos ingresos medios de $24,531 frente a los $18,173 para las mujeres. La renta per cápita para la localidad era de $15,5091. Alrededor del 17.3% de la población estaban por debajo del umbral de pobreza.